# Kisei femminile 25
La 25ª edizione del Kisei femminile è stata vinta dalla detentrice del titolo, Ueno Asami, contro la sfidante Suzuki Ayumi 7d.

## Determinazione della sfidante
|  | Ottavi di finale         | Ottavi di finale         | Ottavi di finale |  |  | Quarti di finale         | Quarti di finale         | Quarti di finale |       |                  | Semifinali       | Semifinali   | Semifinali |  |  | Finale | Finale | Finale |
|  |                          |                          |                  |  |  |                          |                          |                  |       |                  |                  |              |            |  |  |        |        |        |
|  | Taguchi Misei 1d         |                          |                  |  |  |                          |                          |                  |       |                  |                  |              |            |  |  |        |        |        |
|  | Tsukuda Akiko 6d         | Tsukuda Akiko 6d         | B+2,5            |  |  | Tsukuda Akiko 6d         | Tsukuda Akiko 6d         | N+4,5            |       |                  |                  |              |            |  |  |        |        |        |
|  | Yokota Hinano 1d         | Yokota Hinano 1d         |                  |  |  | Yoshida Mika 8d          | Yoshida Mika 8d          |                  |       |                  |                  |              |            |  |  |        |        |        |
|  | Yoshida Mika 8d          | Yoshida Mika 8d          | B+R              |  |  |                          |                          |                  |       | Tsukuda Akiko 6d | Tsukuda Akiko 6d |              |            |  |  |        |        |        |
|  | Koyama Terumi 6d         | Koyama Terumi 6d         |                  |  |  |                          | Kato Chie 2d             | Kato Chie 2d     | B+R   |                  |                  |              |            |  |  |        |        |        |
|  | Kato Chie 2d             | Kato Chie 2d             | B+1,5            |  |  | Kato Chie 2d             | Kato Chie 2d             | B+R              |       |                  |                  |              |            |  |  |        |        |        |
|  | Ueno Risa 1d             | Ueno Risa 1d             |                  |  |  | Fujisawa Rina Honinbo f. | Fujisawa Rina Honinbo f. |                  |       |                  |                  |              |            |  |  |        |        |        |
|  | Fujisawa Rina Honinbo f. | Fujisawa Rina Honinbo f. | N+R              |  |  |                          |                          |                  |       |                  | Kato Chie 2d     | Kato Chie 2d |            |  |  |        |        |        |
|  | Nakamura Sumire 2d       | Nakamura Sumire 2d       | N+R              |  |  |                          | Suzuki Ayumi 7d          | Suzuki Ayumi 7d  | N+4,5 |                  |                  |              |            |  |  |        |        |        |
|  | O Keii 2d                | O Keii 2d                |                  |  |  | Nakamura Sumire 2d       | Nakamura Sumire 2d       |                  |       |                  |                  |              |            |  |  |        |        |        |
|  | Shimosaka Miori 3d       | Shimosaka Miori 3d       |                  |  |  | Suzuki Ayumi 7d          | Suzuki Ayumi 7d          | B+0,5            |       |                  |                  |              |            |  |  |        |        |        |
|  | Suzuki Ayumi 7d          | Suzuki Ayumi 7d          | N+R              |  |  |                          |                          |                  |       | Suzuki Ayumi 7d  | Suzuki Ayumi 7d  | B+0,5        |            |  |  |        |        |        |
|  | Mukai Chiaki 6d          | Mukai Chiaki 6d          | N+R              |  |  |                          | Mukai Chiaki 6d          | Mukai Chiaki 6d  |       |                  |                  |              |            |  |  |        |        |        |
|  | Hoshiai Shiho 3d         | Hoshiai Shiho 3d         |                  |  |  | Mukai Chiaki 6d          | Mukai Chiaki 6d          | B+2,5            |       |                  |                  |              |            |  |  |        |        |        |
|  | Xie Yimin 7d             | Xie Yimin 7d             | B+R              |  |  | Xie Yimin 7d             | Xie Yimin 7d             |                  |       |                  |                  |              |            |  |  |        |        |        |
|  | Osuka Seira 1d           |                          |                  |  |  |                          |                          |                  |       |                  |                  |              |            |  |  |        |        |        |

## Finale
La finale è una sfida al meglio delle tre partite, e si disputa tra la campionessa in carica Ueno Asami e la sfidante Ayumi Suzuki. Si tratta della terza finale consecutiva tra le due atlete, con la prima vinta da Suzuki e la seconda da Ueno.
| Giocatore           | 1     | 2     | 3 | T |
| ------------------- | ----- | ----- | - | - |
| Ueno Asami Kisei f. | N+1,5 | B+5,5 |   | 2 |
| Suzuki Ayumi 7d     |       |       |   | 0 |

Ueno vince la finale, conquistando il titolo per la seconda volta consecutiva, quarta in totale.